# 冯毅 (1965年)
冯毅（1965年9月—），男，汉族，湖南衡阳人，中华人民共和国企业家，广东天龙油墨集团有限公司董事长，无党派人士，第十三届全国人民代表大会广东地区代表。

## 生平
2018年2月24日，当选为第十三届全国人大代表。